# Campionati sloveni di sci alpino 2022
I Campionati sloveni di sci alpino 2022 si sono svolti a Bleiburg/Petzen, in Austria, e a Kranjska Gora dal 28 marzo all'8 aprile; il programma includeva gare di discesa libera, supergigante, slalom gigante, slalom speciale, combinata e parallelo, sia maschili sia femminili, ma i paralleli sono stati annullati. 
Trattandosi di competizioni valide anche ai fini del punteggio FIS, vi hanno potuto partecipare anche sciatori di altre federazioni, senza che questo consentisse loro di concorrere al titolo nazionale sloveno. 

## Risultati

### Uomini

#### Discesa libera
| Pos. | Atleta           | Nazione    | Tempo   |
| ---- | ---------------- | ---------- | ------- |
| 1    | Boštjan Kline    | Slovenia   | 1:07,44 |
| 2    | Martin Čater     | Slovenia   | 1:08,35 |
| 3    | Nejc Naraločnik  | Slovenia   | 1:08,42 |
| 4    | Miha Hrobat      | Slovenia   | 1:08,84 |
| 5    | Manuel Traninger | Austria    | 1:08,91 |
| 6    | Martin Bendík    | Slovacchia | 1:09,02 |
| 7    | Rok Ažnoh        | Slovenia   | 1:09,55 |
| 8    | Philipp Lackner  | Austria    | 1:09,86 |
| 9    | Barnabás Szőllős | Israele    | 1:09,89 |
| 10   | Elvis Opmanis    | Lettonia   | 1:10,02 |

Data: 6 aprile

Località: Bleiburg/Petzen

#### Supergigante
| Pos. | Atleta           | Nazione  | Tempo   |
| ---- | ---------------- | -------- | ------- |
| 1    | Boštjan Kline    | Slovenia | 1:13,31 |
| 2    | Manuel Traninger | Austria  | 1:13,98 |
| 3    | Rok Ažnoh        | Slovenia | 1:14,22 |
| 4    | Martin Čater     | Slovenia | 1:14,42 |
| 5    | Nejc Naraločnik  | Slovenia | 1:14,58 |
| 6    | Barnabás Szőllős | Israele  | 1:14,92 |
| 7    | Luis Tritscher   | Austria  | 1:15,17 |
| 8    | Vincent Wieser   | Austria  | 1:15,39 |
| 9    | Philipp Lackner  | Austria  | 1:15,40 |
| 10   | Stefan Rieser    | Austria  | 1:15,49 |

Data: 7 aprile

Località: Bleiburg/Petzen

#### Slalom gigante
| Pos. | Atleta            | Nazione  | Tempo   |
| ---- | ----------------- | -------- | ------- |
| 1    | Žan Kranjec       | Slovenia | 1:53,77 |
| 2    | Dominik Raschner  | Austria  | 1:54,03 |
| 3    | Tobias Kastlunger | Italia   | 1:54,08 |
| 4    | Giulio Zuccarini  | Italia   | 1:54,17 |
| 5    | Luca Taranzano    | Italia   | 1:54,66 |
| 6    | Matteo Pizzato    | Italia   | 1:55,15 |
| 7    | Jakob Greber      | Austria  | 1:55,16 |
| 8    | Jakob Eisner      | Austria  | 1:56,21 |
| 9    | Niklas Skaardal   | Austria  | 1:56,33 |
| 10   | Lukas Passrugger  | Austria  | 1:56,81 |
|      |                   |          |         |
| 13   | Anže Gartner      | Slovenia | 1:57,03 |
| 14   | Miha Hrobat       | Slovenia | 1:57,32 |

Data: 28 marzo

Località: Kranjska Gora

#### Slalom speciale
| Pos. | Atleta              | Nazione  | Tempo   |
| ---- | ------------------- | -------- | ------- |
| 1    | Hans Vaccari        | Italia   | 1:29,69 |
| 2    | Simon Rueland       | Austria  | 1:30,33 |
| 3    | Nikolaus Pföderl    | Germania | 1:30,57 |
| 4    | Simon Oberhamberger | Austria  | 1:30,58 |
| 5    | Christoph Meissl    | Austria  | 1:30,80 |
| 6    | Jakob Greber        | Austria  | 1:31,40 |
| 7    | Barnabás Szőllős    | Israele  | 1:31,45 |
| 8    | Jakob Eisner        | Austria  | 1:32,22 |
| 9    | Nicolas Gstrein     | Austria  | 1:32,35 |
| 10   | Anže Gartner        | Slovenia | 1:34,14 |
| 11   | Alen Hriberšek      | Slovenia | 1:35,00 |
| 12   | Tim Tršan           | Slovenia | 1:35,63 |

Data: 29 marzo

Località: Kranjska Gora

#### Combinata
| Pos. | Atleta          | Nazione     | Tempo   |
| ---- | --------------- | ----------- | ------- |
| 1    | Rok Ažnoh       | Slovenia    | 1:48,84 |
| 2    | Martin Čater    | Slovenia    | 1:48,99 |
| 3    | Juhan Luik      | Estonia     | 1:49,82 |
| 4    | Miha Hrobat     | Slovenia    | 1:50,33 |
| 5    | Nejc Naraločnik | Slovenia    | 1:50,65 |
| 6    | Elvis Opmanis   | Lettonia    | 1:50,66 |
| 7    | Tvrtko Ljutić   | Croazia     | 1:50,90 |
| 8    | Anže Gartner    | Slovenia    | 1:50,98 |
| 9    | Alen Hriberšek  | Slovenia    | 1:51,47 |
| 10   | Owen Vinter     | Regno Unito | 1:51,51 |

Data: 8 aprile

Località: Bleiburg/Petzen

#### Parallelo
La gara, originariamente in programma il 31 marzo a Kranjska Gora, è stata annullata.

### Donne

#### Discesa libera
| Pos. | Atleta                  | Nazione  | Tempo   |
| ---- | ----------------------- | -------- | ------- |
| 1    | Melanie Niederdorfer    | Austria  | 1:11,41 |
| 2    | Andreja Slokar          | Slovenia | 1:13,16 |
| 3    | Nina Drobnič            | Slovenia | 1:13,65 |
| 4    | Lina Knific             | Slovenia | 1:13,92 |
| 5    | Ajda Pižorn             | Slovenia | 1:14,13 |
| 6    | Katja Hrovat            | Slovenia | 1:14,31 |
| 7    | Maja Sedovnik           | Slovenia | 1:14,36 |
| 8    | Maša Robin              | Slovenia | 1:14,51 |
| 9    | Pika Pepevnik           | Slovenia | 1:16,90 |
| 10   | Hana Andolsek Vertovsek | Slovenia | 1:17,75 |

Data: 6 aprile

Località: Bleiburg/Petzen

#### Supergigante
| Pos. | Atleta                  | Nazione     | Tempo   |
| ---- | ----------------------- | ----------- | ------- |
| 1    | Andreja Slokar          | Slovenia    | 1:20,43 |
| 2    | Jessica Anderson        | Regno Unito | 1:20,44 |
| 3    | Maša Robin              | Slovenia    | 1:21,24 |
| 4    | Lina Knific             | Slovenia    | 1:21,31 |
| 5    | Ajda Pižorn             | Slovenia    | 1:22,01 |
| 6    | Hana Andolsek Vertovsek | Slovenia    | 1:24,21 |
| 7    | Lucy Jackman            | Regno Unito | 1:25,45 |
| 8    | Pika Pepevnik           | Slovenia    | 1:26,94 |
| 9    | Johana Lesjak           | Slovenia    | 1:34,29 |

Data: 7 aprile

Località: Bleiburg/Petzen

#### Slalom gigante
| Pos. | Atleta                    | Nazione     | Tempo   |
| ---- | ------------------------- | ----------- | ------- |
| 1    | Tina Robnik               | Slovenia    | 1:56,66 |
| 2    | Lara Della Mea            | Italia      | 1:56,95 |
| 3    | Andreja Slokar            | Slovenia    | 1:57,51 |
| 4    | Ana Bucik                 | Slovenia    | 1:57,53 |
| 5    | Stella Johansson          | Stati Uniti | 1:57,77 |
| 6    | Lisa Marie Loipetssperger | Germania    | 1:59,57 |
| 7    | Anja Oplotnik             | Slovenia    | 2:02,35 |
| 8    | Nina Drobnič              | Slovenia    | 2:02,51 |
| 9    | Vanessa Weber             | Austria     | 2:02,72 |
| 10   | Lina Knific               | Slovenia    | 2:02,90 |

Data: 28 marzo

Località: Kranjska Gora

#### Slalom speciale
| Pos. | Atleta                  | Nazione  | Tempo   |
| ---- | ----------------------- | -------- | ------- |
| 1    | Ana Bucik               | Slovenia | 1:33,96 |
| 2    | Lara Della Mea          | Italia   | 1:35,48 |
| 3    | Anja Oplotnik           | Slovenia | 1:36,48 |
| 4    | Nika Tomšič             | Slovenia | 1:37,87 |
| 5    | Nina Drobnič            | Slovenia | 1:39,53 |
| 6    | Vanessa Weber           | Austria  | 1:40,44 |
| 7    | Tili Grgurić            | Croazia  | 1:41,20 |
| 8    | Ajda Pižorn             | Slovenia | 1:43,15 |
| 9    | Hana Andolsek Vertovsek | Slovenia | 1:45,59 |
| 10   | Liza Vraničar           | Slovenia | 1:45,64 |

Data: 29 marzo

Località: Kranjska Gora

#### Combinata
| Pos. | Atleta                  | Nazione     | Tempo   |
| ---- | ----------------------- | ----------- | ------- |
| 1    | Andreja Slokar          | Slovenia    | 1:54,92 |
| 2    | Jessica Anderson        | Regno Unito | 1:56,91 |
| 3    | Maša Robin              | Slovenia    | 1:57,86 |
| 4    | Ajda Pižorn             | Slovenia    | 1:59,20 |
| 5    | Lina Knific             | Slovenia    | 1:59,49 |
| 6    | Hana Andolsek Vertovsek | Slovenia    | 2:04,55 |
| 7    | Pika Pepevnik           | Slovenia    | 2:06,02 |
| 8    | Lucy Jackman            | Regno Unito | 2:06,03 |
| 9    | Johana Lesjak           | Slovenia    | 2:12,87 |

Data: 8 aprile

Località: Bleiburg/Petzen

#### Parallelo
La gara, originariamente in programma il 31 marzo a Kranjska Gora, è stata annullata.